# Меркиш (район)
Меркиш (нем. Märkischer Kreis) — район в Германии. Центр района — город Люденшайд. Район входит в землю Северный Рейн-Вестфалия. Подчинён административному округу Арнсберг. Занимает площадь 1061 км². Население — 408 899 чел. (2023). Плотность населения — 385 человек/км².
Официальный код района — 05 9 62.
Район подразделяется на 15 общин.

## Города и общины
1. Изерлон (95 179)
2. Люденшайд (75 669)
3. Менден (55 802)
4. Хемер (37 584)
5. Плеттенберг (26 494)
6. Майнерцхаген (20 918)
7. Вердоль (18 816)
8. Альтена (18 544)
9. Кирспе (17 328)
10. Хальфер (16 873)
11. Нойенраде (12 188)
12. Бальве (11 999)
13. Шальксмюле (11 174)
14. Хершайд (7300)
15. Нахродт-Виблингверде (6754)

(30 июня 2010)